# Deutsches Kolonial-Lexikon
Das Deutsche Kolonial-Lexikon ist ein im Auftrag der Deutschen Kolonialgesellschaft im Jahr 1920 herausgegebenes, deutschsprachiges Lexikon zum  deutschen Kolonialwesen. 

## Geschichte
Das Deutsche Kolonial-Lexikon war bereits 1914 inhaltlich fertiggestellt und zum größten Teil auch gesetzt, konnte aufgrund des Ersten Weltkrieges aber nicht erscheinen. Das Lexikon erschien 1920 in drei Bänden in Leipzig. Als Herausgeber firmierte der ehemalige Gouverneur von Deutsch-Ostafrika, Heinrich Schnee, die Texte waren von Kolonialveteranen selbst verfasst. Ein Nachdruck des Werkes ist im Jahr 2006 im Verlag Fines Mundi in Saarbrücken erschienen.
Es wurde als Gemeinschaftsprojekt von Universitätsbibliothek Frankfurt am Main, Hochschulrechenzentrum der Johann Wolfgang Goethe-Universität Frankfurt und der Hochschule für Technik und Wirtschaft Dresden (FH), FB Vermessungswesen/Kartographie dergestalt digitalisiert, dass das Original unverändert übernommen wurde.
Schriften im Umfeld des Lexikons wie Die koloniale Schuldlüge sollten die „Kolonialschuldlüge“ widerlegen. Die alliierten Siegermächte des Ersten Weltkriegs hatten die Wegnahme der deutschen Kolonien mit der angeblich gewalttätigen, unzivilisierten deutschen Kolonialherrschaft begründet. Die revisionistische Zielsetzung dieser Werke war, durch Herausstellung der Leistungen des deutschen Kolonialismus, für die Rückgabe der Kolonien zu werben.

## Deutsches Kolonial-Lexikon (1903)
Unter dem gleichen Titel erschien 1903 von Oskar Kausch das Deutsche Kolonial-Lexikon: allgemeine Übersicht über die deutschen Kolonialgebiete, alphabetische Aufführung der neuen geographischen Namen (der Länder, Völker, Flüsse, Gebirge, Orte), Angabe der Regierungs-, Militär-, Zoll- und Missionsstationen, Verkehrsanstalten, Handelsniederlassungen und Pflanzungen, Erklärungen der Namen und Zusammenstellung der wichtigsten Kolonialforscher; mit einem Anhange: Kolonial-Post und Telegraphen-Tarif; für Gewerbetreibende, Kaufleute, Verkehrsbeamte und Freunde deutscher Kolonialpolitik. Ein Nachdruck der Originalausgabe dieses Werkes (Dresden, Kühtmann, 1903) erschien 2005 im Melchior-Verlag in Wolfenbüttel (ISBN 3-939102-13-X).

## Bibliografische Angaben
- Heinrich Schnee (Hrsg.): Deutsches Kolonial-Lexikon. 3 Bände. Quelle & Meyer, Leipzig 1920, DNB 560898940 (Online).  
  - Band 1: A–G. Quelle & Meyer, Leipzig 1920, DNB 368152820 (Digitalisat).
  - Band 2: H–O. Quelle & Meyer, Leipzig 1920, DNB 368152839 (Digitalisat).
  - Band 3: P–Z. Quelle & Meyer, Leipzig 1920, DNB 368152847 (Digitalisat).